# Bebê a Bordo
Bebê a Bordo é uma telenovela brasileira produzida e exibida pela TV Globo de 13 de junho de 1988 a 10 de fevereiro de 1989, em 209 capítulos. Substituindo Sassaricando e sendo substituída por Que Rei Sou Eu?. Foi a 40ª "novela das sete" exibida pela emissora. 
Escrita por Carlos Lombardi, com colaboração de Luís Carlos Fusco e Maurício Arruda, contou com a direção de Roberto Talma, Del Rangel, Marcelo de Barreto e Paulo Trevisan e direção geral e de núcleo de Roberto Talma.
Contou com as participações de Isabela Garcia, Tony Ramos, Dina Sfat, Maria Zilda Bethlem, Ary Fontoura, Armando Bógus, José de Abreu e Guilherme Fontes.

## Enredo
Despertar as mais diversas sensações nos que a cercam, dentro da sua completa inocência, parece ser o destino da pequena Heleninha, desde o seu nascimento, que acontece no carro de Tonico Ladeira, quando a quase mamãe Ana pega uma estratégica carona para fugir da polícia. Estava selada a união de Ana e Tonico. De motorista a parteiro, Tonico fica irremediavelmente ligado a Heleninha, ainda mais que Ana desaparece.
Ana acaba por repetir a história de sua mãe Laura, que também a abandonou no nascimento. Mas Laura está disposta a conseguir para si a guarda da pequena Helena, sua neta. Novamente o destino dá uma ajudinha, pois mais tarde Ana decide deixar o neném na porta da casa de Laura, sem saber quem é ela. Enquanto isso, vários personagens masculinos disputam a paternidade da criança, pois Ana não faz a mínima ideia de quem seja o pai de Heleninha, pois Ana ficou grávida  em uma festa onde trabalhava de garçonete, quando houve um apagão e todos da festa começaram a praticar sexo sem consentimento. Entre eles, Tonico Ladeira, Zezinho, Antônio Antonucci e os irmãos Rei e Rico.
No outro lado da história, a solteirona Ângela sonha com um homem que não conhece e se assusta quando descobre que ele existe. Ângela é uma mulher tímida e reprimida sexualmente que dedicou sua vida a cuidar dos irmãos mais novos, Zetó e Caco. Eficiente secretária, trabalha com Tonico, e apaixona-se por um locutor de rádio, Tonhão, com quem tem sonhos sensuais.

## Elenco
| Ator/Atriz            | Personagem                                |
| --------------------- | ----------------------------------------- |
| Isabela Garcia        | Ana Bezerra / Sílvia Siqueira Ramos       |
| Tony Ramos            | Antônio Ladeira (Tonico)                  |
| Dina Sfat             | Laura Petraglia / Bárbara                 |
| Maria Zilda           | Ângela Maria Libertucci                   |
| Ary Fontoura          | Nero Petraglia                            |
| José de Abreu         | Antônio Barbirotto (Tonhão)               |
| Guilherme Fontes      | Reinaldo Luís Barbirotto (Rei)            |
| Guilherme Leme        | Ricardo Antônio Barbirotto (Rico)         |
| Inês Galvão           | Sônia Barbosa Ladeira (Soninha)           |
| Armando Bógus         | Alcides Lima Coutinho Petraglia (Liminha) |
| Débora Duarte         | Joana Mendonça (dona Mendonça)            |
| Rodolfo Bottino       | Antônio Antonucci                         |
| Sílvia Buarque        | Raio de Luar Coutinho Petraglia           |
| Carla Marins          | Maria Luísa Rêgo Grande (Sininho)         |
| Leo Jaime             | José Roberto (Zezinho)                    |
| Nicette Bruno         | Branca Ladeira                            |
| Sebastião Vasconcelos | Humberto Barbirotto (Tico)                |
| Márcia Real           | Valquíria Rêgo Grande                     |
| Jorge Fernando        | José Antônio Libertucci (Zetó)            |
| Françoise Forton      | Glória Ladeira Andrade                    |
| Patrícya Travassos    | Ester Ladeira Amado                       |
| Paulo Figueiredo      | Eduardo Augusto Rêgo Grande (Dinho)       |
| Sílvia Bandeira       | Lourdes Rêgo Grande (Dinha)               |
| Ilva Niño             | Maria Bezerra (Mainha)                    |
| Paulo Guarnieri       | Nicolau Coutinho Petraglia (Nico)         |
| Felipe Pinheiro       | Ladislau Coutinho Petraglia (Lalau)       |
| Tarcísio Filho        | Carlos Antônio Libertucci (Caco)          |
| Deborah Evelyn        | Fânia Favale                              |
| João Signorelli       | Celso Bezerra                             |
| Irving São Paulo      | Duílio (Bad Cat)                          |
| Anderson Müller       | Ítalo (Bad Boy)                           |
| Cristina Sano         | Grega                                     |
| Fábio Pillar          | Gilberto Amado (Amado)                    |
| Chiquinho Brandão     | Joaquim Andrade (Joca)                    |
| Leina Krespi          | Vespúcia (Vespa)                          |
| Edson Silva           | Severo                                    |
| Carla Tausz           | Elza                                      |
| Beatriz Bertu         | Helena (Heleninha)                        |
| Adriana Tausz         | Helena (Heleninha)                        |
| João Rebello          | Antônio Barbosa Ladeira Junior (Juninho)  |
| Catarina Dahl         | Flávia Ladeira Amado (Flavinha)           |
| Bruno Andrade         | Luís Ladeira Andrade                      |
| Lílian Leal           | Luciana Ladeira Andrade                   |

### Participações especiais
| Ator/Atriz               | Personagem                                      |
| ------------------------ | ----------------------------------------------- |
| Bel Kutner               | Laura (jovem)                                   |
| Tereza Rachel            | Eva Mendonça                                    |
| Cláudia Magno            | Gilda                                           |
| Vera Holtz               | Madalena                                        |
| Moacyr Deriquém          | Dr. Lúcio                                       |
| Ângela Figueiredo        | Tânia                                           |
| Duda Mamberti            | Téo                                             |
| Alfredo Murphy           | detetive                                        |
| Christiana Guinle        | funcionária de orfanato                         |
| Maria Alice Vergueiro    | diretora de presídio                            |
| Bebel Gilberto           | Marisol                                         |
| Paulette                 | Osvaldão                                        |
| Carlos Eduardo Dolabella | Augusto                                         |
| Marina Miranda           | candidata a babá de Heleninha na casa de Tonico |
| Dayse Tenório            | candidata a babá de Heleninha na casa de Tonico |
| Ivan Senna               | maître                                          |
| Antônio Pedro            | Dr. Valcourt                                    |
| Tonico Pereira           | Válter                                          |
| Paulo César Grande       | homem que se interessa por Ângela em um bar     |
| Lug de Paula             | cobrador de ônibus                              |
| Lenine                   | porteiro                                        |
| Pedro Cardoso            | Flávio                                          |
| Rosita Thomaz Lopes      | Dona Maria Clara                                |
| Alexandre Zacchia        | delegado                                        |
| Maria Helena Velasco     | delegada                                        |
| Evandro Mesquita         | Raúl e Pancho (cicerones)                       |
| Joyce de Oliveira        | Sra. Perácia Prado Almeida                      |
| Emiliano Queiroz         | Brito                                           |
| Isaac Bardavid           | Nascimento                                      |
| Fábio Sabag              | Dr. Valcourt pai                                |
| Lucy Mafra               | mulher que Seu Tico conhece num bar             |
| Nica Bonfim              | esposa do candidato Sandoval, o Legal           |
| Cláudia Mauro            | Dona Brígida                                    |
| Marcos Wainberg          | Leonel                                          |
| Carlos Takeshi           | Xangai                                          |
| Luiz Magnelli            | Maître do restaurante Terraço Paulistano        |
| Roberto Talma            | Taxista nos primeiros capítulos                 |

## Produção
O título inicial da novela seria A Filha da Mãe. Mas Boni, o vice-presidente de operações da Globo, não gostou do nome, e mudou para Bebê a Bordo.
Quatro crianças se revezaram para o papel da bebê Heleninha, em diferentes fases de seu crescimento: Adriana Valbon e Roberto (enquanto bebê de colo), e Caroline e Beatriz Bertu (quando Heleninha começa a engatinhar). Mas foi a menina Beatriz Bertu (da última fase) quem encantou a todos: o elenco, a produção da novela e, principalmente, os telespectadores.
Tony Ramos exercitou seu estilo cômico, para compor o personagem Tonico Ladeira, de forma inusitada. Carlos Lombardi havia escrito o perfil do personagem pensando em dar ao ator um papel que ele nunca tinha vivido até então, o de um rapaz muito ansioso. Que seria uma mistura da personalidade do próprio autor com a do diretor da novela, Roberto Talma.
Destaque também para os irmãos Rico e Rei, personagens de Guilherme Leme e Guilherme Fontes, respectivamente, que popularizaram o bordão "levar uns coelhos" (que significa transar), e lançaram a moda do lencinho na cabeça. Mas o grande destaque da trama foi Isabela Garcia, com uma representação perfeita de sua personagem, Ana. O sucesso foi tanto, que Isabela estampou a capa da revista Playboy de agosto de 1988, na edição de aniversário de 13 anos da revista no Brasil.
Os sonhos da personagem de Maria Zilda, Ângela, nos quais ela libera sua sensualidade e dá vazão às suas fantasias, verdadeiros filmes, eram dirigidos por Paulo Trevisan, diretor de clipes musicais, que deu um tratamento ágil às histórias criadas pelo inconsciente da personagem.
Bebê a Bordo foi a última novela de Dina Sfat que faleceu em 20 de março de 1989, vítima de câncer da mama. Foi também a estreia, em novelas globais, da filha de Dina Sfat, Bel Kutner, sua filha com o ator Paulo José (a atriz estreara em novelas em Corpo Santo, na Rede Manchete).
Destaque para a canção Mordida de Amor, da banda Yahoo, uma versão brasileira da canção Love Bites, da banda Def Leppard. Foi um megahit do ano de 1988, que fechava a última cena da novela, com Heleninha, a então bebê Beatriz Bertu. A música também esteve na trilha sonora da novela Sangue Bom, de 2013.
O ator Tarcísio Filho alega que este foi o seu pior trabalho na televisão: "Quase não tinha texto, e vivia levando torta na cara... era um saco!". Após o término da novela, ele fez uma participação em O Salvador da Pátria e, depois, foi para a Rede Manchete, para participar do elenco da novela Kananga do Japão.
A novela foi gravada nos Estúdios da Cinédia, no Rio de Janeiro.

## Exibição
Foi reexibida pelo Vale a Pena Ver de Novo de 9 de novembro de 1992 a 12 de março de 1993, em 90 capítulos, substituindo Vale Tudo e sendo substituída por Sinhá Moça.
Foi reexibida pelo Viva de 15 de janeiro a 15 de junho de 2018, em 131 capítulos, substituindo a minissérie Grande Sertão: Veredas e sendo substituída por Vale Tudo, às 15h30. Os primeiros 90 capítulos foram exibidos na íntegra. A exibição causou controvérsia a partir do capítulo 91, em 30 de abril, quando o canal começou a compactar os capítulos, numa atitude inédita que irritou seus telespectadores. Por não ter explicação aparente, o jornalista Maurício Stycer, do UOL, afirma em crítica que o Viva usa "lógica de TV aberta" para fazer os cortes: "a trama de Carlos Lombardi estaria provocando fuga de espectadores". Cristina Padiglone, no site Telepadi, sugere que a trama foi rejeitada pela audiência conservadora e fez alusão aos cortes realizados em Celebridade, encurtada em sua exibição no Vale a Pena Ver de Novo por baixa audiência. Após as queixas, o Viva se pronunciou nas redes sociais afirmando que a telenovela será exibida na íntegra a partir de 7 de maio até 15 de julho, na plataforma Viva Play. Na TV, Bebê a Bordo continuará sendo exibida editada. Em outra mudança, a novela substituta também foi alterada, em vez de Brega & Chique foi escalada uma reprise de Vale Tudo.

### Outras mídias
Em 8 de novembro de 2021, foi disponibilizada na íntegra pelo Globoplay, como parte do Projeto Resgate.

## Trilha sonora

### Nacional
- Capa: Isabela Garcia

1. "Mordida de Amor (Love Bites)" - Yahoo (tema de Ângela)
2. "Adoro" - Leo Jaime (tema de Zezinho)
3. "Quase Não Dá Pra Ser Feliz" - Dalto (tema de Ana)
4. "Preciso Dizer Que Te Amo" - Marina (tema de Tonico)
5. "O Beco" - Os Paralamas do Sucesso (tema geral)
6. "Rendez Vous" - Carla Daniel (tema de Rei e Raio de Luar)
7. "As Bruxas" - Beto Saroldi (Instrumental, tema das cenas de ação)
8. "Amor Bandido" - Joanna (tema de Ester)
9. "De Igual Pra Igual" - José Augusto (tema de Soninha)
10. "Me Ame Ou Me Deixe" - Wanderléia (tema de Branca)
11. "Viver e Reviver" - Gal Costa (tema de Liminha)
12. "Ronda" - Emílio Santiago (tema de Laura)
13. "Me Dá Um Alô" - Solange (tema de Glória)
14. "Amor e Bombas" - Eduardo Dusek (tema de abertura)

### Internacional
- Capa: Guilherme Leme

1. "I Don't Want to Go On with You Like That" - Elton John (tema de Rico)
2. "Build" - Housemartins (tema de Ana)
3. "1, 2, 3" - Gloria Estefan & Miami Sound Machine
4. "I Wonder Who She's Seeing Now" - The Temptations
5. "Le Bal Masqué" - La Compagnie Créole
6. "So Long" - Eddy Benedict (tema de Sininho)
7. "Downtown Life" - Daryl Hall & John Oates (tema de Rei)
8. "I Don't Want to Live Without You" - Foreigner (tema de Tonico e Ângela)
9. "I'm No Rebel" - View from the Hill (tema de Raio de Luar)
10. "No Pain No Gain" - Betty Wright (tema de Glória)
11. "Strangelove" - Depeche Mode (tema geral)
12. "Qu'est-ce Que Tu Fais?" - Formule II (tema da lambateria)
13. "Never Tear Us Apart" - INXS (tema de Rei e Raio de Luar)
14. "Electrica Salsa" - Off (Sven Väth) (tema de Ângela e Antônio)

### Complementar: Lambateria Tropical
1. "Odé e Adão" - Luiz Caldas
2. "Kirica na Bussanha" - Gerônimo
3. "Uma História de Ifá (Elejibô)" - Margareth Menezes
4. "Lá Vai o Trio" - Banda Tomalira
5. "Te Amo (The Return Of Leroy Pt. 1)" - Ademar e Furta Cor
6. "Bagdá" - Banda Mel
7. "Vai Lá, Mané" - Chiclete com Banana
8. "Jeito de Corpo" - Cheiro de Amor
9. "Caramba" - Missinho
10. "Isso é Bom (Cuisse La)" - Avatar
11. "Vem Ver (Yo Vouai Ou) - Fogo Baiano
12. "Rala Coxa" - Djalma Oliveira
13. "Shaulin Nagô" - Sarajane
14. "Libertem Mandela" - Banda Reflexu's
15. "Bunda Lê Lê" - Os Paralamas do Sucesso